# Iulian Raicea
Iulian Raicea (4 marzo 1973) è un tiratore a segno rumeno.
Ha preso parte a ben cinque edizioni dei Giochi olimpici (1992, 1996, 2000, 2004 e 2008).

## Palmarès

### Olimpiadi
- 1 medaglia:
  - 1 bronzo (Sydney 2000 nella pistola fuoco rapido)